# Dwars door de Westhoek 2022
La 13e édition du Dwars door de Westhoek a eu lieu le 5 juin 2022. La course fait partie du calendrier international féminin UCI 2022 en catégorie 1.1. Elle est remportée par l'Italienne Chiara Consonni.

## Équipes
| Équipes féminines continentales (13)- Andy Schleck-CP NVST-Immo Losch - Arkéa Pro Cycling Team - AG Insurance NXTG - Bingoal-Chevalmeire-Van Eyck Sport - Coop-Hitec Products - GT Krush Tunap - Lotto Soudal Ladies - Multum Accountants - Parkhotel Valkenburg - Plantur-Pura - Rupelcleaning - Torelli-Cayman Islands-Scimitar - Valcar-Travel & Service Équipe nationale- Belgique Équipe féminines amateur (10)- ARA-Pro Racing Sunshine Coast - A.S.D. Women - Bingoal WB Ladies - Isorex - Keukens Redant - Lviv Cycling Team - Proximus-Alphamotorhomes - Restore - S-bikes Doltcini - Team Stuttgart (Women) |
| |

## Récit de la course
Chiara Consonni remporte la course au sprint.

## Classements

### Classement final
| \| Classement général \| Classement général \| Classement général \| Classement général \| Classement général \| \| Coureuse \| Coureuse \| Pays \| Équipe \| Temps \| \| ------------------ \| ----------------------- \| ------------------ \| ---------------------------------- \| ------------------ \| \| 1re \| Chiara Consonni \| Italie \| Valcar-Travel & Service \| 3 h 13 min 51 s \| \| 2e \| Sofie van Rooijen \| Pays-Bas \| Parkhotel Valkenburg \| + 0 s \| \| 3e \| Gaia Masetti \| Italie \| AG Insurance NXTG \| + 0 s \| \| 4e \| Nicole Steigenga \| Pays-Bas \| Coop-Hitec Products \| + 0 s \| \| 5e \| Josie Talbot \| Australie \| Sydney University \| + 0 s \| \| 6e \| Christina Schweinberger \| Autriche \| Plantur-Pura \| + 0 s \| \| 7e \| Danique Braam \| Pays-Bas \| Bingoal-Chevalmeire-Van Eyck Sport \| + 0 s \| \| 8e \| Marthe Truyen \| Belgique \| Plantur-Pura \| + 0 s \| \| 9e \| Susanne Meistrok \| Pays-Bas \| Proximus-Alphamotorhomes \| + 0 s \| \| 10e \| Sanne Cant \| Belgique \| Plantur-Pura \| + 0 s \| |                         |           |                                    |                 |
| |                         |           |                                    |                 |
| |                         |           |                                    |                 |
| Classement général |                         |           |                                    |                 |
| Coureuse | Coureuse                | Pays      | Équipe                             | Temps           |
| 1re | Chiara Consonni         | Italie    | Valcar-Travel & Service            | 3 h 13 min 51 s |
| 2e | Sofie van Rooijen       | Pays-Bas  | Parkhotel Valkenburg               | + 0 s           |
| 3e | Gaia Masetti            | Italie    | AG Insurance NXTG                  | + 0 s           |
| 4e | Nicole Steigenga        | Pays-Bas  | Coop-Hitec Products                | + 0 s           |
| 5e | Josie Talbot            | Australie | Sydney University                  | + 0 s           |
| 6e | Christina Schweinberger | Autriche  | Plantur-Pura                       | + 0 s           |
| 7e | Danique Braam           | Pays-Bas  | Bingoal-Chevalmeire-Van Eyck Sport | + 0 s           |
| 8e | Marthe Truyen           | Belgique  | Plantur-Pura                       | + 0 s           |
| 9e | Susanne Meistrok        | Pays-Bas  | Proximus-Alphamotorhomes           | + 0 s           |
| 10e | Sanne Cant              | Belgique  | Plantur-Pura                       | + 0 s           |

### Points UCI
| Position           | 1er | 2e | 3e | 4e | 5e | 6e | 7e | 8e | 9e | 10e | 11e | 12e | 13e à 15e | 16e à 25e |
| Classement général | 125 | 85 | 70 | 60 | 50 | 40 | 35 | 30 | 25 | 20  | 15  | 10  | 5         | 3         |